# Święty Piotr (obraz El Greca z 1613)
Święty Piotr – obraz hiszpańskiego malarza pochodzenia greckiego Dominikosa Theotokopulosa, znanego jako El Greco.
Obraz został stworzony dla kościoła San Vicente w Toledo. Jest jednym z największych obrazów przedstawiających pełno-postaciowy portret apostoła autorstwa El Greca. Postać Piotra została namalowana na szczycie góry na tle wzburzonego nieba. Dolna perspektywa nadaje postaci jeszcze bardziej monumentalne rysy. Apostoł ma bose stopy, jego płaszcz trzepocze na wietrze, a w lewej dłoni trzyma w ledwo zauważalnym uścisku ciężkie klucze do królestwa niebieskiego. El Greco w mistrzowski sposób, charakterystyczny dla siebie, ukazuje niezwykłą moc sił przyrody i moc wiary pierwszego Ojca Kościoła. Obie siły wzajemnie się wypełniają.
Obraz został zakupiony za radą Diega Velazqueza przez Filipa IV do Escorialu. Kilka lat później do pałacu zostaje zakupione inne dzieło – Święty Ildefons do retabulum jako pendant do Świętego Piotra.